# Moto parabolico

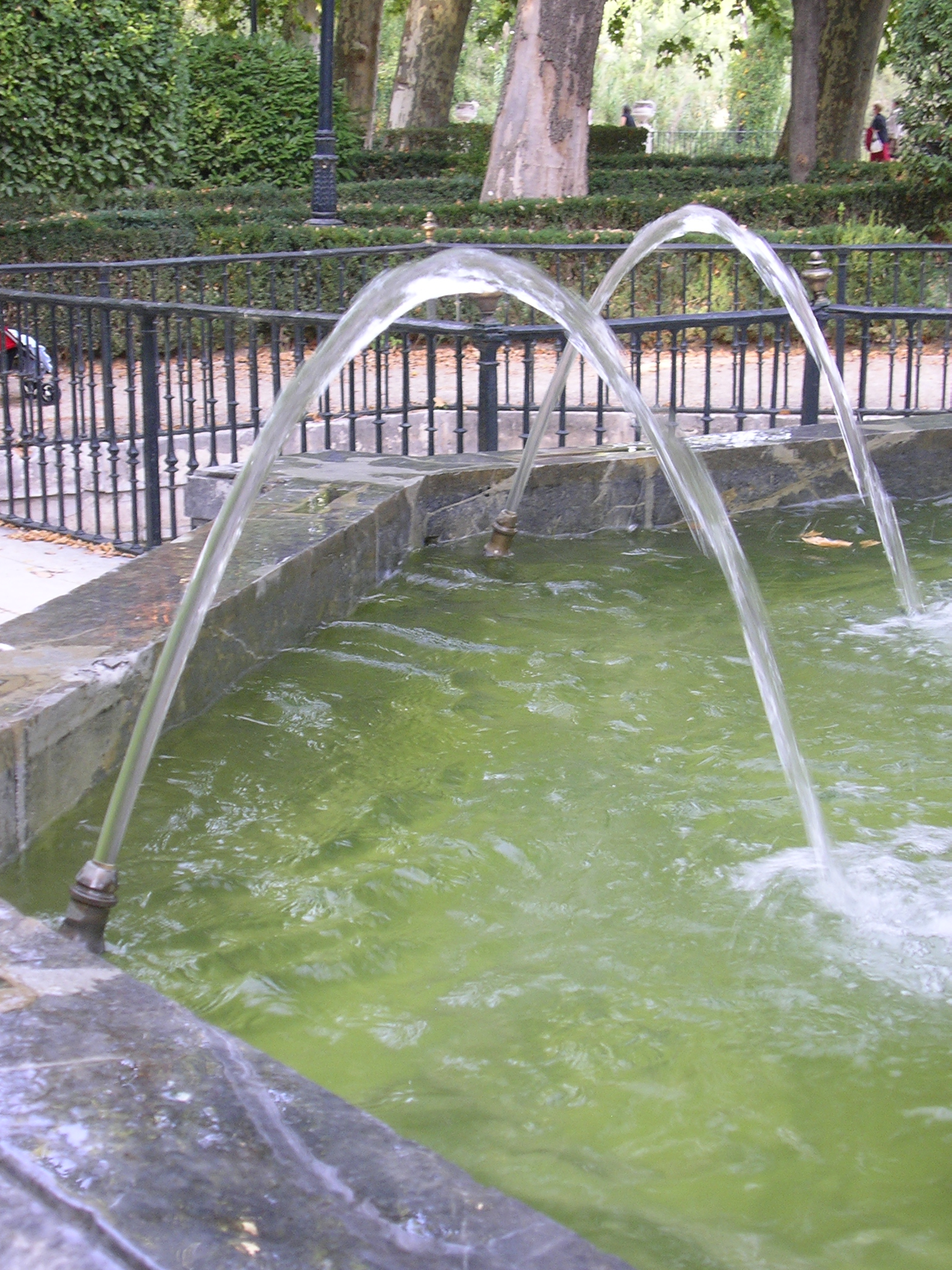
Moto parabolico descritto da un getto d'acqua.

In cinematica il moto parabolico è un tipo di moto esprimibile attraverso la combinazione di due moti rettilinei simultanei ed indipendenti:
- moto rettilineo uniforme
- moto rettilineo uniformemente accelerato.

Il moto parabolico può essere descritto mediante le relazioni della cinematica che legano i vettori posizione, velocità, ed accelerazione.
La più significativa realizzazione di tale moto è fornita dal moto del proiettile in cui si utilizzano le seguenti semplificazioni (approssimazioni della fisica e della geometria del problema):
- tutta la massa e la geometria del corpo sono concentrate in un unico punto;
- l'accelerazione del moto è verticale; il suo modulo è pari all'accelerazione di gravità sulla crosta terrestre: g = 9.81 m/s2. Dunque, il corpo si trova in un campo di gravità uniforme ed indipendente dal tempo;
- le eventuali forme di attriti legate alla resistenza dell'aria sono trascurabili.

## Analisi del moto parabolico: traiettoria

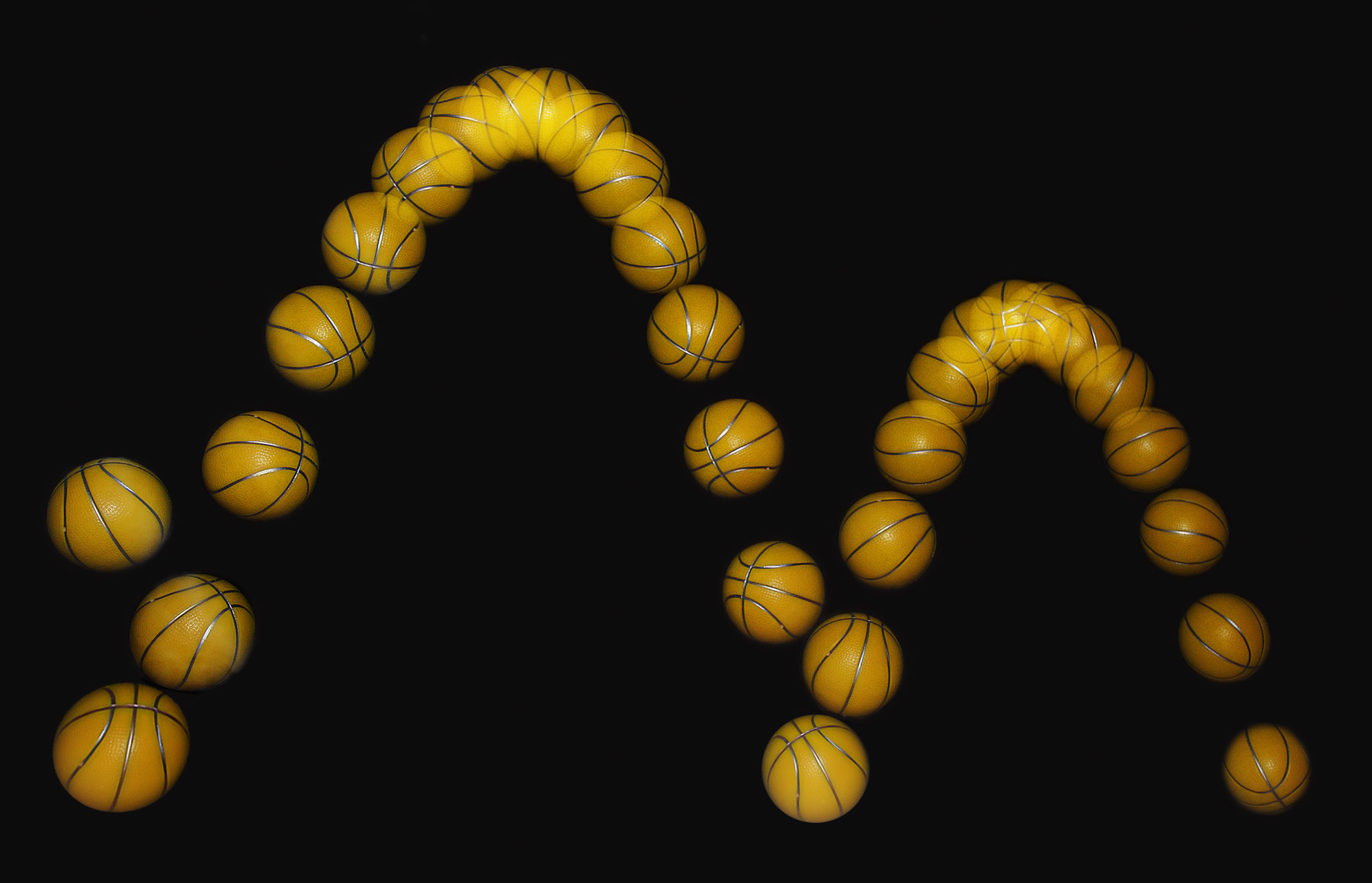
Moto parabolico di un pallone da basket

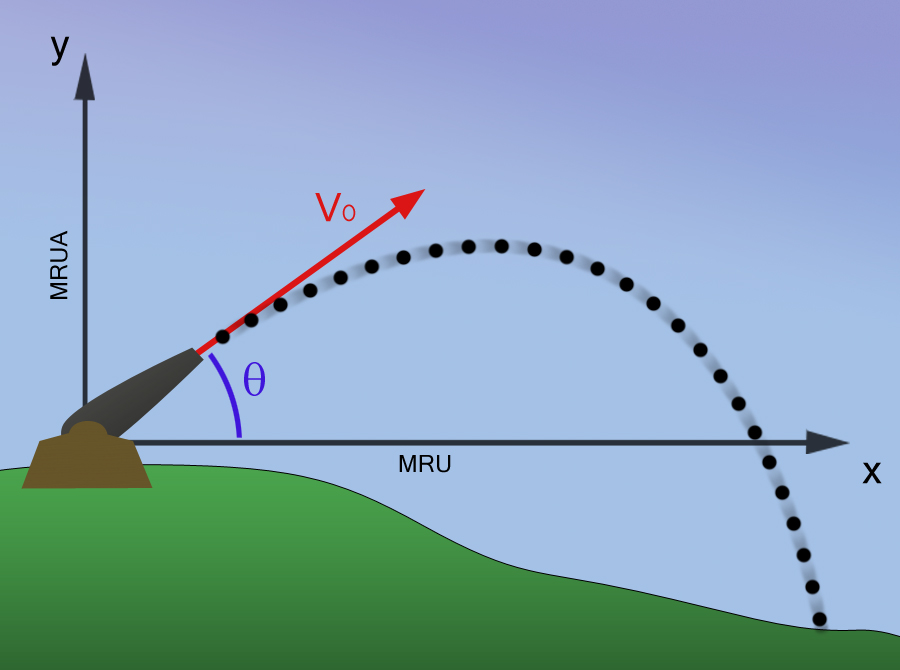
Traiettoria balistica parabolica

Si supponga che un corpo sia lanciato all'istante t=0 nell'origine O di un sistema di coordinate cartesiano Oxy, e che la velocità iniziale abbia modulo v0 e formi un angolo θ con l'asse x orizzontale.

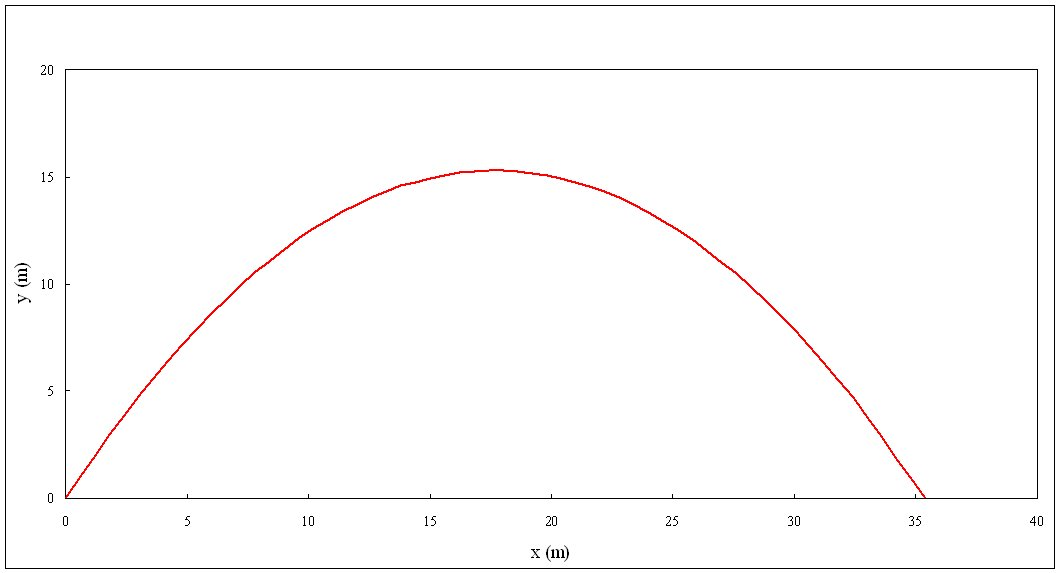
Traiettoria parabolica del punto

Dalle leggi del moto uniformemente accelerato si ha:
{\displaystyle \mathbf {v} (t)=\mathbf {v} _{0}+\int _{0}^{t}\mathbf {a} (t)dt}
Ipotizzando che il corpo si trovi in prossimità della terra, è possibile considerare la funzione {\displaystyle \mathbf {a} (t)} come costante, con valore pari a {\displaystyle -\mathbf {g} } diretta lungo la perpendicolare al terreno (asse y), per cui si ha:
{\displaystyle \mathbf {v} (t)=\mathbf {v} _{0}-g\cdot t\cdot {\hat {u}}_{y}}
Come si può notare dalla formula, la velocità giace sempre nel piano formato dai vettori costanti {\displaystyle \mathbf {v} _{0}} e {\displaystyle \mathbf {g} }, ovvero quello su cui si svolge il moto.
Il vettore velocità può essere scomposto lungo le due componenti x e y:
{\displaystyle \mathbf {v} _{0}=v_{0}\cos {\theta }\cdot {\hat {u}}_{x}+v_{0}\sin {\theta }\cdot {\hat {u}}_{y}.}
Dalla relazione precedente, si ricava:
{\displaystyle \mathbf {v} (t)=v_{0}\cos {\theta }\cdot {\hat {u}}_{x}+(v_{0}\sin {\theta }-gt)\cdot {\hat {u}}_{y}}
Proiettando le velocità sugli assi si ottengono le componenti:
{\displaystyle v_{x}=v_{0}\,\cos {\theta },}
costante nel tempo, e
{\displaystyle v_{y}=v_{0}\,\sin {\theta }-g\,t},
da cui, integrando, si ricavano le leggi orarie dei moti lungo gli assi  x e y:
{\displaystyle {\begin{cases}x(t)=v_{0}\cos {\theta }t\\y(t)=v_{0}\sin {\theta }t-{\dfrac {1}{2}}gt^{2}\end{cases}}}
La traiettoria viene ricavata eliminando la variabile temporale, ossia, esprimendo il rapporto:
{\displaystyle {\frac {y}{x}}={\frac {v_{0}\sin {\theta }t-{\frac {1}{2}}gt^{2}}{v_{0}\cos {\theta }t}}=\tan {\theta }-{\frac {gt}{2v_{0}\cos {\theta }}}}
e esplicitando il parametro {\displaystyle t} dalla legge oraria {\displaystyle x(t)}:
{\displaystyle t={\frac {x}{v_{0}\cos {\theta }}}}
In tal modo si arriva all'equazione cartesiana:
{\displaystyle {\frac {y}{x}}=\tan {\theta }-{\frac {gt}{2v_{0}\cos {\theta }}}=\tan {\theta }-{\frac {g}{2v_{0}\cos {\theta }}}\cdot {\frac {x}{v_{0}\cos {\theta }}}}
da cui, moltiplicando per x ambo i membri, si ottiene
{\displaystyle \ y(x)=x\tan {\theta }-{\frac {g}{2v_{0}^{2}\cos ^{2}{\theta }}}\cdot x^{2}}
che rappresenta una parabola con concavità rivolta verso il basso, il cui grafico è rappresentato in figura. Inoltre se la posizione del lancio del corpo non si trova nell'origine, quindi ad esempio nel punto {\displaystyle P=(x_{0},y_{0})} si può approssimare la curva con una traslazione degli assi paralleli agli assi cartesiani con origine in {\displaystyle P} (l'approssimazione è dovuta al fatto che stiamo considerando il corpo in prossimità della terra, ergo g è costante)

## Gittata
La gittata è la distanza percorsa in orizzontale dal corpo prima che tocchi terra.
Se consideriamo la traiettoria espressa in un piano cartesiano Oxy, per calcolare la gittata possiamo utilizzare la funzione y(x) vista sopra. Ci interessa sapere a che coordinata x si ha la coordinata y pari a zero, cioè:
{\displaystyle x\tan \theta -{\frac {g}{2v_{0}^{2}\cos ^{2}\theta }}\cdot x^{2}=0\quad \to \quad x\cdot \left(\tan \theta -{\frac {g}{2v_{0}^{2}\cos ^{2}\theta }}\cdot x\right)=0}
Si tratta di una parabola, ci aspettiamo quindi due soluzioni. Se il corpo parte da terra una delle due soluzioni sarà proprio la posizione di partenza e può essere scartata. Se il corpo non parte da terra, una delle due soluzioni si troverà "dietro" la posizione di partenza e non ha significato fisico. Svolgiamo l'equazione di secondo grado per ottenere la gittata xG
{\displaystyle x_{G}={\frac {2v_{0}^{2}\sin \theta \cos \theta \ }{g}}={\frac {v_{0}^{2}\sin 2\theta }{g}}}
Studiamo ora il caso in cui l'altezza di partenza non è zero. Non ci servirà altro che riutilizzare la funzione y(x) aggiungendo la costante {\displaystyle y_{0}\neq 0}. Svolgiamo quest'altra equazione di secondo grado per ottenere:
{\displaystyle x_{G}={\frac {v_{0}^{2}\sin 2\theta }{2g}}\left(1+{\sqrt {1+{\frac {2g\ y_{0}}{v_{0}^{2}\sin ^{2}\theta }}\ }}\right)}
Sono necessarie varie semplificazioni e trasformazioni, ma in questa forma è facile notare come questo risultato vale sia per un corpo lanciato da terra che per un corpo lanciato da un'altezza data.
A questo punto è possibile ricavare l'angolo di massima gittata. Fissati {\displaystyle v_{0}} per un punto lanciato da terra, ci si chiede per quale angolo la gittata è massima.  {\displaystyle \sin {2\theta }}  ha massimo relativo per l'argomento del seno uguale a {\displaystyle {\frac {\pi }{2}}} quindi per {\displaystyle \theta =45}°

## Altezza massima
Siccome il moto parabolico è simmetrico rispetto all'asse passante per il vertice e parallelo all'asse y (proprietà della parabola), l'ascissa del punto di atterraggio è due volte l'ascissa del vertice della parabola, ovvero il doppio dell'ascissa del punto di massima altezza. Tale ascissa è dunque:
{\displaystyle x={\frac {v_{0}^{2}\sin(2\theta )}{2g}}={\frac {v_{0}^{2}\cos {\theta }\sin {\theta }}{g}}}
Sostituendo nell'equazione della parabola esplicitata precedentemente si ha che:
{\displaystyle y_{M}={\frac {v_{0}^{2}\sin ^{2}{\theta }}{2g}}}
Gli stessi risultati si ottengono considerando il fatto che il punto di altezza massima è un punto di massimo della curva della traiettoria e quindi il punto di massimo della parabola. Trovarlo quindi consiste nel porre la derivata prima dell'equazione della traiettoria uguale a zero e ricavare dall'equazione ottenuta l'ascissa del punto cercato {\displaystyle x}(Che sarebbe la gittata) sostituendo nell'equazione della traiettoria si ottiene anche l'ordinata {\displaystyle y_{M}}.

## Tempo di volo
Il tempo di volo è il tempo fra l'istante di lancio e quello di arrivo del corpo, che coincide con il tempo necessario a percorrere il tratto OG con la velocità vx:
{\displaystyle t_{G}={\frac {x_{G}}{v_{0}\cos \theta }}={\frac {2v_{0}\sin \theta }{g}}=2t_{M}}

## Dinamica del moto del proiettile

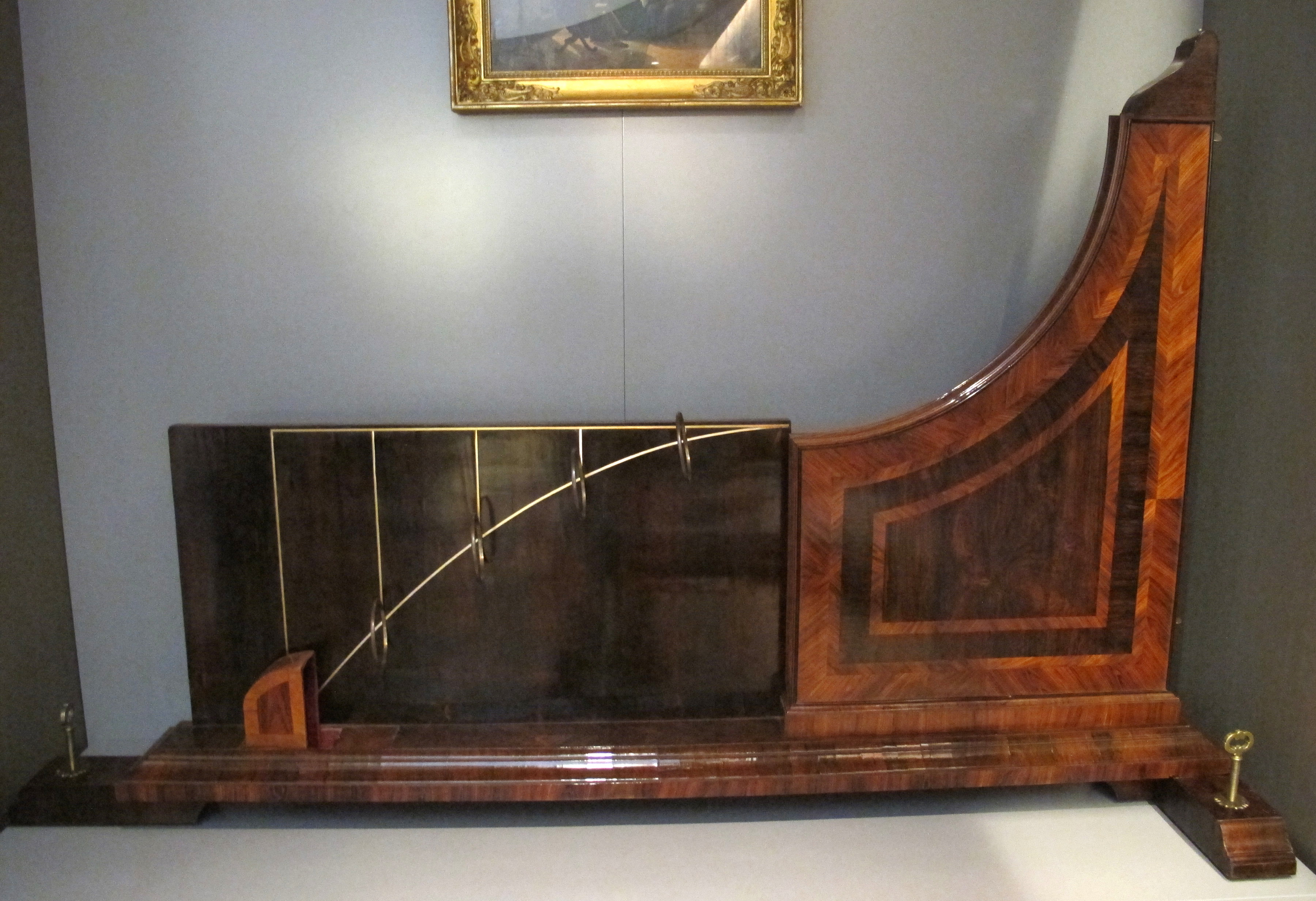
Apparecchio per dimostrare la traiettoria parabolica dei proiettili (fine XVIII secolo, Museo Galileo di Firenze).

Un tipico esempio di moto parabolico è quello del proiettile, di cui si occupa la balistica. Un proiettile in volo è sottoposto alla forza di gravità della Terra. Nell'ipotesi di attrito dell'aria trascurabile, il secondo principio della dinamica porta ad un'accelerazione che può essere scomposta nel seguente modo:
{\displaystyle {\begin{cases}a_{x}=0\\a_{y}=-g\end{cases}}}
Se il proiettile viene sparato con velocità iniziale v0 secondo un angolo θ, si ottengono le seguenti componenti di velocità:
{\displaystyle {\begin{cases}v_{x}=v_{0}\cos \theta \\v_{y}=v_{0}\sin {\theta }-gt\end{cases}}}

Le componenti della posizione del proiettile sono quindi:
{\displaystyle {\begin{cases}x(t)=v_{0}\cos {\theta }t\\y(t)=v_{0}\sin {\theta }t-{\dfrac {1}{2}}gt^{2}\end{cases}}}
Il moto lungo l'asse x è quindi uniforme, e quello lungo l'asse y accelerato. Se la velocità iniziale fosse stata pari a zero, il moto sarebbe stato di caduta libera.

## Moto parabolico con attrito viscoso
In primo luogo si considerino tutte le forze in gioco: la Forza peso {\displaystyle {\mathbf {Fp}}}, la Spinta di Archimede {\displaystyle {\mathbf {Fa}}}, Forza di resistenza del mezzo {\displaystyle {\mathbf {Fr}}}. Grazie alla Seconda Legge di Newton si può scrivere l'equazione delle forze che governano il moto:
{\displaystyle m{\ddot {\mathbf {x}}}={\mathbf {Fp+Fa+Fr}}}
Dove {\displaystyle {\mathbf {Fr}}=-6\pi \eta {\sqrt[{3}]{abc}}{\mathbf {v}}} è la Legge di Stokes generalizzata per gli sferoidi, dove
{\displaystyle a,b,c} sono le dimensioni degli assi principali.
Considerando la legge di Stokes (in quanto il proiettile è generalmente uno sferoide prolato), l'equazione iniziale diventa: {\displaystyle -V\rho {\mathbf {g}}+m{\mathbf {g}}-6\pi \eta {\sqrt[{3}]{abc}}{\mathbf {v}}=m{\mathbf {a}}}
Con volume del corpo {\displaystyle V={\dfrac {4}{3}}\pi abc}.
quindi l'equazione diventa: {\displaystyle {\mathbf {g}}\left(m-{\dfrac {4}{3}}\pi \rho abc\right)-6\pi \eta {\sqrt[{3}]{abc}}{\mathbf {v}}=m{\dfrac {d{\mathbf {v}}}{dt}}}
Adesso scomponendo le accelerazioni lungo gli assi, si ottiene:
{\displaystyle {\begin{cases}-6\pi \eta {\sqrt[{3}]{abc}}v_{x}=ma_{x}\\{\displaystyle g\left({\dfrac {4}{3}}\pi \rho abc-m\right)-6\pi \eta {\sqrt[{3}]{abc}}v_{y}=ma_{y}}\end{cases}}}
Quindi si riscrive l'accelerazione come {\displaystyle a_{i}={\dfrac {dv_{i}}{dt}}}, ottenendo:
{\displaystyle {\begin{cases}-6\pi \eta {\sqrt[{3}]{abc}}v_{x}=m{\dfrac {dv_{x}}{dt}}\\{\displaystyle -g\left({\dfrac {4}{3}}\pi \rho abc-m\right)+6\pi \eta {\sqrt[{3}]{abc}}v_{y}=-m{\dfrac {dv_{y}}{dt}}}\end{cases}}}
si isola v:
{\displaystyle {\begin{cases}v_{x}=-{\dfrac {m}{6\pi \eta {\sqrt[{3}]{abc}}}}{\dfrac {dv_{x}}{dt}}\\{\displaystyle {\dfrac {g\left(m-{\dfrac {4}{3}}\pi \rho abc\right)}{6\pi \eta {\sqrt[{3}]{abc}}}}+v_{y}=-{\dfrac {m}{6\pi \eta {\sqrt[{3}]{abc}}}}{\dfrac {dv_{y}}{dt}}}\end{cases}}}
dove {\displaystyle A={\dfrac {g\left(m-{\dfrac {4}{3}}\pi \rho abc\right)}{6\pi \eta {\sqrt[{3}]{abc}}}}} e {\displaystyle B={\dfrac {m}{6\pi \eta {\sqrt[{3}]{abc}}}}}
quindi si ha:
{\displaystyle {\begin{cases}v_{x}=-B{\dfrac {dv_{x}}{dt}}\\{\displaystyle A+v_{y}=-B{\dfrac {dv_{y}}{dt}}}\end{cases}}}
risolvendo quindi l'equazione differenziale: {\displaystyle A+v=-B{\dfrac {dv}{dt}}} si ottiene:{\displaystyle \int {\dfrac {dv}{A+v}}=\int -{\dfrac {dt}{B}}} il cui risultato è: {\displaystyle \ln \left({\frac {A+v}{A+v_{0}}}\right)=-{\dfrac {t}{B}}}
che può essere resa come: {\displaystyle v=(A+v_{0})\exp \left({-{\dfrac {t}{B}}}\right)-A}
Siccome nella componente {\displaystyle x} del moto non c'è accelerazione, si avrà che {\displaystyle v_{x}} risulta:
{\displaystyle v_{x}=v_{0x}\exp \left({-{\dfrac {t}{B}}}\right)=v_{0x}\exp \left[{-{\dfrac {6\pi \eta {\sqrt[{3}]{abc}}t}{m}}}\right]};
mentre il moto lungo l'asse delle {\displaystyle y} ha la caratteristica di presentare l'accelerazione; si ha dunque: {\displaystyle v_{y}=\left({\dfrac {g\left(m-{\dfrac {4}{3}}\pi \rho abc\right)}{6\pi \eta {\sqrt[{3}]{abc}}}}+v_{0y}\right)\exp \left[{-{\dfrac {6\pi \eta {\sqrt[{3}]{abc}}t}{m}}}-{\dfrac {g(m-{\dfrac {4}{3}}\pi \rho abc)}{6\pi \eta {\sqrt[{3}]{abc}}}}\right]} con a diverso da 0;
Adesso per trovare le equazioni cartesiane del moto parabolico si vanno ad integrare le equazioni cartesiane delle velocità:
{\displaystyle \int v_{x}dt=\int v_{0x}e^{-{\dfrac {t}{b}}}dt}  la cui soluzione è: {\displaystyle x(t)=bv_{0x}(1-e^{-{\dfrac {t}{b}}})={\dfrac {m}{6\pi \eta {\sqrt[{3}]{abc}}}}v_{0x}(1-e^{-{\dfrac {6\pi \eta {\sqrt[{3}]{abc}}t}{m}}})}
{\displaystyle \int v_{y}dt=\int ((a+v_{0y})e^{-{\dfrac {t}{b}}}-a)dt} la cui soluzione è: {\displaystyle y(t)=b(a+v_{0y})(1-e^{-{\dfrac {t}{b}}})-at={\dfrac {m}{6\pi \eta {\sqrt[{3}]{abc}}}}({\dfrac {g(m-{\dfrac {4}{3}}\pi \rho abc)}{6\pi \eta {\sqrt[{3}]{abc}}}}+v_{0y})(1-e^{-{\dfrac {6\pi \eta {\sqrt[{3}]{abc}}t}{m}}})-{\dfrac {g(m-{\dfrac {4}{3}}\pi \rho abc)}{6\pi \eta {\sqrt[{3}]{abc}}}}t}
L'equazione cartesiana della parabola è quindi:
{\displaystyle y(x)=b(a+v_{0y})({-{\dfrac {x}{bv_{0x}}}})-abln(1-{\dfrac {x}{bv_{0x}}})}

Se si vuole essere ancora più precisi nella traiettoria si può considerare la forza di attrito come {\displaystyle Fr=k|v|v=6\pi \eta {\sqrt[{3}]{abc}}v^{2}} quindi scrivendo sempre l'equazione iniziale:
{\displaystyle Fa-Fp-Fr=F} che diventa: {\displaystyle V\rho g-mg-6\pi \eta {\sqrt[{3}]{abc}}v^{2}=ma}
Si scompone il moto lungo gli assi:
{\displaystyle {\begin{cases}-6\pi \eta {\sqrt[{3}]{abc}}v_{x}^{2}=ma_{x}\\{\displaystyle g({\dfrac {4}{3}}\pi \rho abc-m)-6\pi \eta {\sqrt[{3}]{abc}}v_{y}^{2}=ma_{y}}\end{cases}}}
Si riscrive l'accelerazione come ({\displaystyle a={\dfrac {dv}{dt}}}) ottenendo:
{\displaystyle {\begin{cases}6\pi \eta {\sqrt[{3}]{abc}}v_{x}^{2}=-m{\dfrac {dv_{x}}{dt}}\\{\displaystyle -g({\dfrac {4}{3}}\pi \rho abc-m)+6\pi \eta {\sqrt[{3}]{abc}}v_{y}^{2}=-m{\dfrac {dv_{y}}{dt}}}\end{cases}}}
si isola la v al quadrato:
{\displaystyle {\begin{cases}v_{x}^{2}=-{\dfrac {m}{6\pi \eta {\sqrt[{3}]{abc}}}}{\dfrac {dv_{x}}{dt}}\\{\displaystyle {\dfrac {g(m-{\dfrac {4}{3}}\pi \rho abc)}{6\pi \eta {\sqrt[{3}]{abc}}}}+v_{y}^{2}=-{\dfrac {m}{6\pi \eta {\sqrt[{3}]{abc}}}}{\dfrac {dv_{y}}{dt}}}\end{cases}}}
dove {\displaystyle a={\dfrac {g(m-{\dfrac {4}{3}}\pi \rho abc)}{6\pi \eta {\sqrt[{3}]{abc}}}}} e {\displaystyle b={\dfrac {m}{6\pi \eta {\sqrt[{3}]{abc}}}}}
quindi si ha:
{\displaystyle {\begin{cases}v_{x}^{2}=-b{\dfrac {dv_{x}}{dt}}\\{\displaystyle a+v_{y}^{2}=-b{\dfrac {dv_{y}}{dt}}}\end{cases}}}
risolvendo quindi la prima equazione differenziale: {\displaystyle v^{2}=-b{\dfrac {dv}{dt}}} si ottiene:{\displaystyle \int {\dfrac {dv}{v^{2}}}=\int -{\dfrac {dt}{b}}} che porta come risultato: {\displaystyle {\dfrac {1}{v}}={\dfrac {t}{b}}-c_{ostante}} dove la costante c per t=0 diventa: {\displaystyle c_{ostante}=-{\dfrac {1}{v_{0}}}} quindi l'equazione differenziale finale diventa:  {\displaystyle {\dfrac {1}{v}}={\dfrac {t}{b}}+{\dfrac {1}{v_{0}}}} dove mettendo in evidenza la v e proiettando il moto lungo l'asse delle x si ottiene l'equazione cartesiana della velocità:
{\displaystyle v_{x}={\dfrac {1}{{\dfrac {t}{b}}+{\dfrac {1}{v_{0x}}}}}} ed integrando questa equazione si ottiene: {\displaystyle x(t)=bln(1+{\dfrac {v_{0x}t}{b}})}
risolvendo invece la seconda equazione differenziale: {\displaystyle (a+v^{2})=-b{\dfrac {dv}{dt}}} si ottiene:{\displaystyle \int {\dfrac {dv}{a+v^{2}}}=\int -{\dfrac {dt}{b}}} che porta come risultato: {\displaystyle v={\sqrt {a}}tg({\dfrac {{\sqrt {a}}(bc-t)}{b}})} dove la costante c per t=0 diventa: {\displaystyle c_{ostante}={\dfrac {arctg({\dfrac {v_{0}}{\sqrt {a}}})}{\sqrt {a}}}} quindi l'equazione differenziale finale diventa:  {\displaystyle v={\sqrt {a}}tg(arctg({\dfrac {v_{0}}{\sqrt {a}}})-{\dfrac {{\sqrt {a}}t}{b}})} dove mettendo in evidenza la v e proiettando il moto lungo l'asse delle x si ottiene l'equazione cartesiana della velocità:
{\displaystyle v_{y}={\sqrt {a}}tg(arctg({\dfrac {v_{0y}}{\sqrt {a}}})-{\dfrac {{\sqrt {a}}t}{b}})} ed integrando questa equazione si ottiene: {\displaystyle y(t)=y_{0}+b[ln(|cos({\dfrac {{\sqrt {a}}t}{b}}-arctg({\dfrac {v_{0y}}{\sqrt {a}}}))|)-ln(|cos(-arctg({\dfrac {v_{0y}}{\sqrt {a}}}))|)]}
Quindi l'equazione cartesiana della parabola è:
{\displaystyle y(x)=y_{0}+b[ln(|cos({\dfrac {{\sqrt {a}}(e^{\dfrac {x}{b}}-1)}{v_{0x}}}-arctg({\dfrac {v_{0y}}{\sqrt {a}}}))|)-ln(|cos(-arctg({\dfrac {v_{0y}}{\sqrt {a}}}))|)]}